# Виктор Лафај
Виктор Лафај (фр. Victor Lafay; Лион, 17. јануар 1996) француски је бициклиста који тренутно вози за UCI ворлд тур тим — Декатлон АГ2Р ла мондијал. Остварио је по једну етапну побједу на Ђиро д’Италији и Тур де Франсу.

## Каријера
Каријеру је почео у Кофидису 2017. као стажер и возио је претежно трке за возаче до 23 године, а 2018. потписао је професионални уговор са Кофидисом. Исте године освојио је сребрну медаљу у друмској вожњи за возаче до 23 године на Европском првенству, изгубивши у спринту од Марка Иршија.
Године 2020. возио је своју прву гранд тур трку — Вуелта а Еспању. Године 2021. возио је Ђиро д’Италију, гдје је остварио побједу на осмој етапи из бијега, што је била прва побједа за Кофидис на Ђиру послије 11 година. Крајем године завршио је Артик рејс оф Норвеј на трећем мјесту, шест секунди иза Бена Херманса, уз освојену класификацију за најбољег младог возача.
Године 2023. возио је Тур де Франс по први пут, гдје је на другој етапи напао на уласку у последњи километар и остварио соло побједу, завршивши мало испред главне групе коју је одспринтао Ваут ван Арт. Његова побједа је била прва побједа на Тур де Франсу за Кофидис послије 15 година, од Тура 2008. У августу је возио Копа Агостини, гдје је Давиде Формоло напао на 11 km до циља, а након што је стекао довољну предност за побједу, његов сувозач Марк Ирши је напао у последњем километру. Лафај је остао у групи са Вореном Баргијем и Крисом Харпером, које је одспринтао и завршио је на трећем мјесту, 51 секунду иза Формола.

## Резултати на тркама

### Резултати на гранд тур тркама
| Гранд тур трке  | 2020. | 2021. | 2022. | 2023. | 2024. |
| --------------- | ----- | ----- | ----- | ----- | ----- |
| Ђиро д’Италија  | —     |       | —     | —     |       |
| Тур де Франс    | —     | —     |       |       |       |
| Вуелта а Еспања | 81    | —     | —     | —     |       |

| — | Није учествовао |
|   | Није завршио    |